# 自由及开放源代码软件

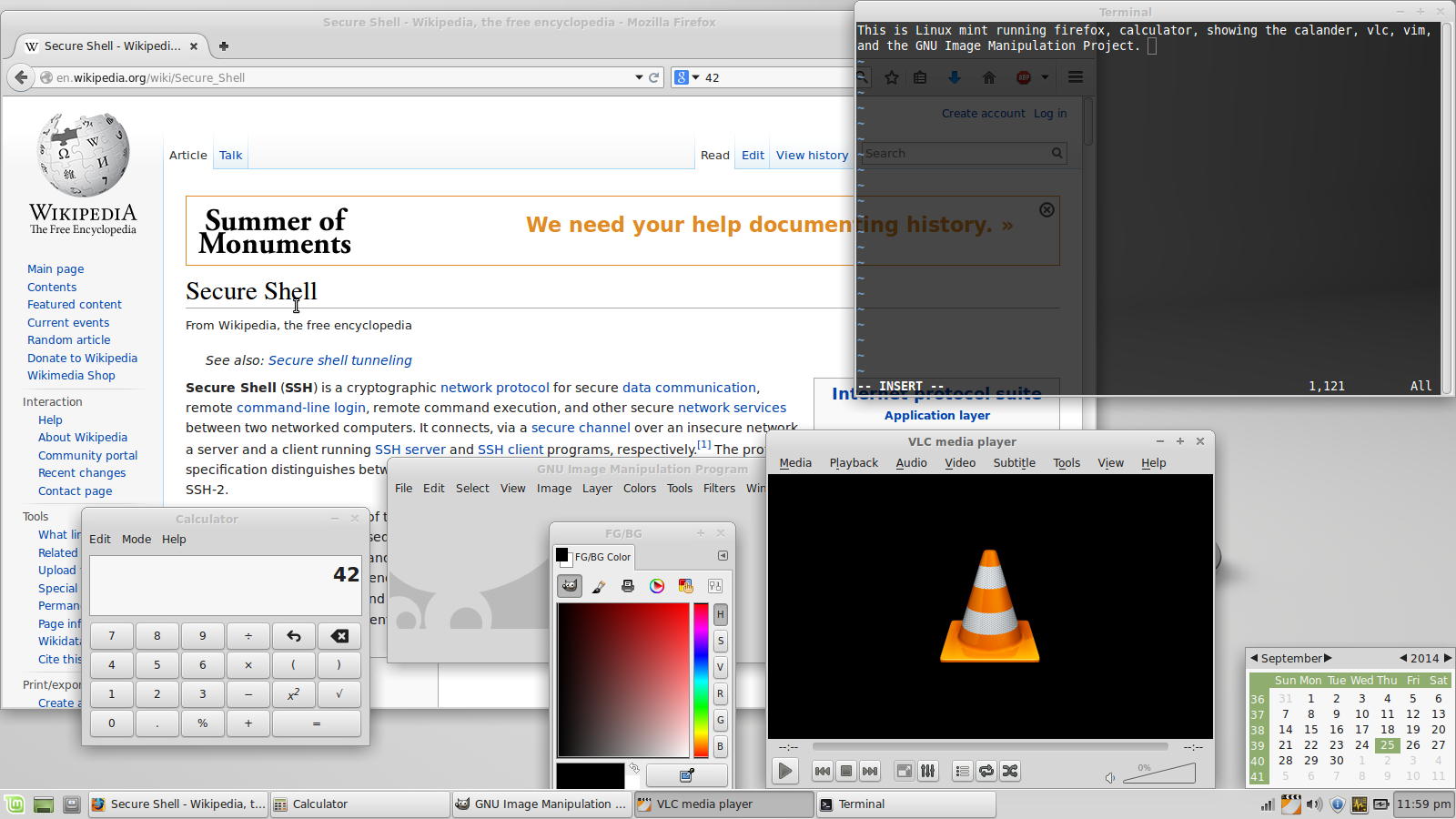
图中含有以下自由及开放源代码软件：Xfce桌面环境及其内置计算器、GIMP图像处理软件、VLC播放器、Linux Mint、Firefox浏览器及其中正在浏览的维基百科所使用的MediaWiki。

自由及开放源代码软件（ 或 ，縮寫為 或 ），又称自由和开源软件，是一种既可归类为自由软件又可归类为开源软件的计算机软件。自由及开放源代码软件允许任何人自由地使用、复制、研究及以任何方式来改动软件，并且其源代码是公开的。自由及开放源代码软件相对于专有软件（proprietary software），后者受到版权的严格限制，且通常其源代码对用户不开放。
使用自由及开放源代码软件的好处包括降低软件成本、提高安全性和稳定性（如避免恶意软件威胁）、保护隐私、教育，和让用户更多地控制自己的硬件。自由开源的操作系统如 Linux 和 BSD 及其分支（fork）如今被广泛使用，为数百万台服务器、台式机、智能手机（例如 Android）和其他设备提供支持。